# Lista de países por Índice de Desenvolvimento Humano (2000)
Esta é uma lista de países ordenada por Índice de Desenvolvimento Humano, publicada pelas Nações Unidas em 2002, com dados relativos a 2000.

## Elevado desenvolvimento humano
| País                   | IDH   |
| ---------------------- | ----- |
| Noruega                | 0,942 |
| Islândia               | 0,936 |
| Suécia                 | 0,941 |
| Austrália              | 0,939 |
| Suíça                  | 0,928 |
| Bélgica                | 0,939 |
| Estados Unidos         | 0,939 |
| Canadá                 | 0,940 |
| Japão                  | 0,933 |
| Países Baixos          | 0,935 |
| Dinamarca              | 0,926 |
| Irlanda                | 0,925 |
| Reino Unido            | 0,928 |
| Finlândia              | 0,930 |
| Luxemburgo             | 0,925 |
| Áustria                | 0,926 |
| França                 | 0,928 |
| Alemanha               | 0,925 |
| Espanha                | 0,913 |
| Nova Zelândia          | 0,917 |
| Itália                 | 0,913 |
| Israel                 | 0,896 |
| Portugal               | 0,880 |
| Grécia                 | 0,885 |
| Chipre                 | 0,883 |
| Hong Kong              | 0,888 |
| Barbados               | 0,871 |
| Singapura              | 0,885 |
| Eslovênia              | 0,879 |
| Coreia do Sul          | 0,882 |
| Brunei                 | 0,856 |
| Chéquia                | 0,849 |
| Malta                  | 0,875 |
| Argentina              | 0,844 |
| Polónia                | 0,833 |
| Seicheles              | 0,811 |
| Bahrein                | 0,831 |
| Hungria                | 0,835 |
| Eslováquia             | 0,835 |
| Uruguai                | 0,831 |
| Estónia                | 0,826 |
| Costa Rica             | 0,820 |
| Chile                  | 0,831 |
| Catar                  | 0,803 |
| Lituânia               | 0,808 |
| Kuwait                 | 0,813 |
| Croácia                | 0,809 |
| Emirados Árabes Unidos | 0,812 |
| Bahamas                | 0,826 |
| São Cristóvão e Neves  | 0,814 |
| Trinidad e Tobago      | 0,805 |
| Antígua e Barbuda      | 0,800 |
| Letônia                | 0,800 |

## Médio desenvolvimento humano
| País                     | IDH   |
| ------------------------ | ----- |
| México                   | 0,796 |
| Bielorrússia             | 0,788 |
| Cuba                     | 0,795 |
| Bulgária                 | 0,779 |
| Malásia                  | 0,782 |
| Panamá                   | 0,787 |
| Macedônia do Norte       | 0,772 |
| Líbia                    | 0,773 |
| Ilhas Maurícias          | 0,772 |
| Rússia                   | 0,781 |
| Colômbia                 | 0,772 |
| Brasil                   | 0,757 |
| Belize                   | 0,784 |
| Dominica                 | 0,779 |
| Venezuela                | 0,770 |
| Samoa                    | 0,715 |
| Arábia Saudita           | 0,759 |
| Roménia                  | 0,775 |
| Tailândia                | 0,762 |
| Ucrânia                  | 0,748 |
| Cazaquistão              | 0,750 |
| Suriname                 | 0,756 |
| Jamaica                  | 0,742 |
| Omã                      | 0,751 |
| São Vicente e Granadinas | 0,733 |
| Fiji                     | 0,758 |
| Peru                     | 0,747 |
| Líbano                   | 0,755 |
| Paraguai                 | 0,740 |
| Filipinas                | 0,754 |
| Maldivas                 | 0,745 |
| Turquemenistão           | 0,741 |
| Geórgia                  | 0,748 |
| Azerbaijão               | 0,741 |
| Jordânia                 | 0,717 |
| Tunísia                  | 0,722 |
| Guiana                   | 0,708 |
| Granada                  | 0,747 |
| República Dominicana     | 0,727 |
| Albânia                  | 0,733 |
| Turquia                  | 0,742 |
| Equador                  | 0,732 |
| Sri Lanka                | 0,741 |
| Armênia                  | 0,754 |
| Uzbequistão              | 0,727 |
| Quirguistão              | 0,712 |
| Cabo Verde               | 0,715 |
| China                    | 0,726 |
| El Salvador              | 0,706 |
| Irão                     | 0,721 |
| Argélia                  | 0,697 |
| Moldávia                 | 0,701 |
| Vietname                 | 0,688 |
| Síria                    | 0,691 |
| África do Sul            | 0,695 |
| Indonésia                | 0,684 |
| Tajiquistão              | 0,667 |
| Bolívia                  | 0,653 |
| Honduras                 | 0,638 |
| Guiné Equatorial         | 0,679 |
| Mongólia                 | 0,655 |
| Gabão                    | 0,637 |
| Guatemala                | 0,631 |
| Egito                    | 0,642 |
| Nicarágua                | 0,635 |
| São Tomé e Príncipe      | 0,632 |
| Ilhas Salomão            | 0,622 |
| Namíbia                  | 0,610 |
| Botswana                 | 0,572 |
| Marrocos                 | 0,602 |
| Índia                    | 0,577 |
| Vanuatu                  | 0,542 |
| Gana                     | 0,548 |
| Camboja                  | 0,543 |
| Myanmar                  | 0,552 |
| Papua-Nova Guiné         | 0,535 |
| Essuatíni                | 0,577 |
| Comores                  | 0,511 |
| Laos                     | 0,485 |
| Butão                    | 0,494 |
| Lesoto                   | 0,535 |
| Sudão                    | 0,499 |
| Bangladesh               | 0,478 |
| República do Congo       | 0,512 |
| Togo                     | 0,493 |
| Zimbabwe                 | 0,551 |
| Quênia                   | 0,513 |

## Baixo desenvolvimento humano
| País                           | IDH   |
| ------------------------------ | ----- |
| Nepal                          | 0,490 |
| Paquistão                      | 0,499 |
| Uganda                         | 0,444 |
| Iêmen                          | 0,479 |
| Madagáscar                     | 0,469 |
| Haiti                          | 0,471 |
| Gâmbia                         | 0,405 |
| Nigéria                        | 0,462 |
| Djibuti                        | 0,445 |
| Mauritânia                     | 0,438 |
| Eritreia                       | 0,421 |
| Senegal                        | 0,431 |
| Guiné                          | 0,414 |
| Ruanda                         | 0,403 |
| Benim                          | 0,420 |
| Tanzânia                       | 0,440 |
| Costa do Marfim                | 0,428 |
| Malawi                         | 0,400 |
| Zâmbia                         | 0,433 |
| Angola                         | 0,403 |
| Chade                          | 0,365 |
| Guiné-Bissau                   | 0,349 |
| República Democrática do Congo | 0,431 |
| República Centro-Africana      | 0,375 |
| Etiópia                        | 0,327 |
| Moçambique                     | 0,322 |
| Burundi                        | 0,313 |
| Mali                           | 0,386 |
| Burquina Fasso                 | 0,325 |
| Níger                          | 0,277 |
| Serra Leoa                     | 0,275 |